# Deutsche Graphologische Vereinigung
Die Deutsche Graphologische Vereinigung (DGV) wurde 1950 gegründet und 1951 als anerkannter Berufsverband in das Vereinsregister Heidelberg eingetragen. Sie gehört zu den ältesten graphologischen Berufsverbänden in Deutschland und zählt derzeit ca. 50 Mitglieder. Ab 1973 war Christian Friedrich Dettweiler (* 1915), Sohn von Friedrich Dettweiler, Leiter der Prüfungskommission der DGV. Hauptaufgabe des Verbandes ist die Aus- und Weiterbildung der Graphologen, die Vertretung der Berufsinteressen der öffentlich praktizierenden Mitglieder und die Förderung freier graphologischer Forschung und Tätigkeit.